# Плишкино (Пермский край)
Плишкино — деревня в Еловском районе Пермского края России. Входит в состав Дубровского сельского поселения.

## История
В «Списке населенных мест Российской империи» 1869 года населённый пункт упомянут как деревня Плишкина Осинского уезда (2-го стана) Пермской губернии, при речках Плишкине и Песьянке, расположенная в 85 верстах от уездного города Оса. В деревне насчитывалось 76 дворов и проживало 475 человек (230 мужчин и 245 женщин). Функционировали православная часовня.

В 1908 году в деревне, относящейся к Зоновскому обществу Дубровской волости Осинского уезда, имелось 134 двора и проживало 636 человек (314 мужчин и 322 женщины). В конфессиональном составе населения того периода были представлены православные и старообрядцы.

## География
Деревня находится в юго-западной части Пермского края, в подтаёжной зоне, на берегах реки Письянка, вблизи места впадения её в реку Кама, на расстоянии примерно 30 километров (по прямой) к западу-юго-западу (WSW) от села Елово, административного центра района. Абсолютная высота — 104 метра над уровнем моря.

### Часовой пояс
Деревня Плишкино, как и весь Пермский край, находится в часовой зоне МСК+2. Смещение применяемого времени относительно UTC составляет +5:00.

## Население
| 2010 |
| ---- |
| 118  |

Гендерный состав
По данным Всероссийской переписи населения 2010 года в гендерной структуре населения мужчины составляли 51,7 %, женщины — соответственно 48,3 %.
Национальный состав
Согласно результатам переписи 2002 года, в национальной структуре населения русские составляли 98 %.

## Улицы
Уличная сеть деревни состоит из четырёх улиц: